# Superhero Year
Superhero Year (スーパーヒーローイヤー Sūpāhīrō Iyā) là một dự án phim của Toei Company trong năm 2016 để kỉ niệm 45 năm loạt phim Kamen Rider và 40 năm loạt phim Super Sentai. Bên cạnh 2 bộ phim truyền hình được phát sóng hằng tuần là Kamen Rider Ghost và Doubutsu Sentai Zyuohger, dự án này bao gồm bộ phim điện ảnh Kamen Rider 1 và loạt phim web Kamen Rider Amazons.

## Kamen Rider 1
Kamen Rider 1 là bộ phim điện ảnh nằm trong loạt phim Super Hero Taisen thường niên, được công chiêu vào ngày 26 tháng 3, 2016. Bộ phim có sự tái xuất của Fujioka Hiroshi trong vai Kamen Rider 1. Bộ phim được đạo diễn bởi Kaneda Osamu.

## Kamen Rider Amazons
Kamen Rider Amazons là loạt phim web được chiếu độc quyền trên Amazon Prime từ ngày 1 tháng 4, 2016. Bộ phim được đạo diễn bởi Ishida Hidenori và Tasak Ryūta với sự tham gia diễn xuất của Fujita Tom và Taniguchi Masashi.